# Senica (priimek)
Senica je priimek več znanih Slovencev:
- Branko Senica - Bonči (1927–2001), novinar, urednik
- Drago Senica - "Pi" (*1934), arhitekt, karikaturist, ilustrator
- Edo Senica, base-skakalec in »wingsuit« padalec
- Jože Senica (1935–2021), športni delavec - telovadni (gimnastični) sodnik
- Jožef Senica (1816–1886), rudarski strokovnjak
- Maksimilijan Senica (1831–1896), frančiškan, misijonar v Čilu
- Maksimiljan Senica, gospodarstvenik (TAM)
- Marija (Majda) Senica (*1933), pesnica, pisateljica, kulturnoprosvetna delavka (=? Majda Senica-Vujanovič?)
- Marjan Senica (*1946), strojni inženir, tehnolog
- Miro Senica (*1958), odvetnik
- Pepca Senica, publicistka (zač.20.stol.)
- Tea Senica, radijska napovedovalka
- Vladimir Senica (*1947), prevajalec, radijski urednik